# John Akii-Bua
John Akii-Bua (ur. 3 grudnia 1949 w Lirze, zm. 20 czerwca 1997 w Kampali) – ugandyjski lekkoatleta płotkarz, pierwszy mistrz olimpijski w historii Ugandy. 
Pochodził z wielodzietnej rodziny, jego ojciec miał podobno 43 dzieci z 8 różnymi żonami. Jeden z braci Johna Akii-Bua, Lawrence Ogwang, startował w skoku w dal i trójskoku na Igrzyskach Olimpijskich w 1956 w Melbourne.
John Akii-Bua początkowo specjalizował się w biegu na 110 m przez płotki, ale później, za namową trenera Malcolma Arnolda skoncentrował się na biegu na 400 m przez płotki. Wystąpił w obu konkurencjach na Igrzyskach Brytyjskiej Wspólnoty Narodów w 1970 w Edynburgu. Lepiej wypadł na 400 m ppł, zajmując w finale 4. miejsce.
Na Igrzyskach Olimpijskich w 1972 w Monachium nie był faworytem, ale w finale, pomimo wylosowania niekorzystnego 1. toru, zwyciężył ustanawiając jednocześnie rekord świata wynikiem 47,82 s. Był to pierwszy przypadek przebiegnięcia tego dystansu w czasie poniżej 48 sekund. Nie bronił tytułu mistrza olimpijskiego na Igrzyskach w 1976 w Montrealu z powodu bojkotu tych igrzysk przez państwa afrykańskie. Wystąpił za to na Igrzyskach Olimpijskich w 1980 w Moskwie, ale odpadł w półfinale (ugandyjska sztafeta 4 × 400 m z jego udziałem także nie weszła do finału).
Zdobywał medale igrzysk afrykańskich, w 1973 roku wywalczył złoty medal w biegu na 400 m przez płotki oraz brązowy medal w sztafecie 4 × 400 m, natomiast w 1978 roku w tychże konkurencjach otrzymał srebrne medale.
Jako oficer policji otrzymał za swe zwycięstwo olimpijskie awans od ówczesnego dyktatora Ugandy Idi Amina, a także dom. Po upadku Amina w 1979 Akii-Bua uciekł z rodziną do Kenii, obawiając się represji. Został tam umieszczony w obozie dla uchodźców. Został stamtąd uwolniony dzięki staraniom koncernu Puma, wyjechał do RFN i pracował dla Pumy przez kilka lat. W 1983 powrócił do Ugandy i został trenerem. Zmarł w 1997 jako wdowiec. Pozostawił 11 dzieci.